# Turacoena manadensis
Turacoena manadensis — вид голубових.

## Поширення
Індонезія. Середовищем проживання є первинні ліси і лісові узлісся.

## Морфологія
Досягає довжини тіла 42 сантиметри. Порівняно зі звичайним голубом має помітно більш довгий хвіст. Статевий диморфізм відсутній; самиці лише трохи менші, ніж самці. Має біле обличчя і біле горло. Інша частина оперення синювато-чорного кольору. Надкрила і з боків шиї та потилиця блискучо бронзові. Райдужна оболонка яскраво-червона. Ноги сірі.

## Харчування
Продовольчий асортимент включає в себе фрукти та ягоди.